# エスタディオ・ムニシパル・デ・ブラガ
エスタディオ・ムニシパル・デ・ブラガ（Estádio Municipal de Braga）は、ポルトガルのブラガに所在するサッカー専用スタジアム。2003年の開場以来SCブラガがホームスタジアムとして使用している。現在はアクサが命名権を取得しているため、エスタディオ・アクサ（Estádio AXA）とも。

## 概要
設計は2011年プリツカー賞受賞のエドゥアルド・ソウト・デ・モウラが手がけたものである。もともと採石場のあった場所をサッカースタジアムに改造したもので、一方のゴールの後方には大きな岩盤の崖があり、もう一方は市街地に向けて開けている。

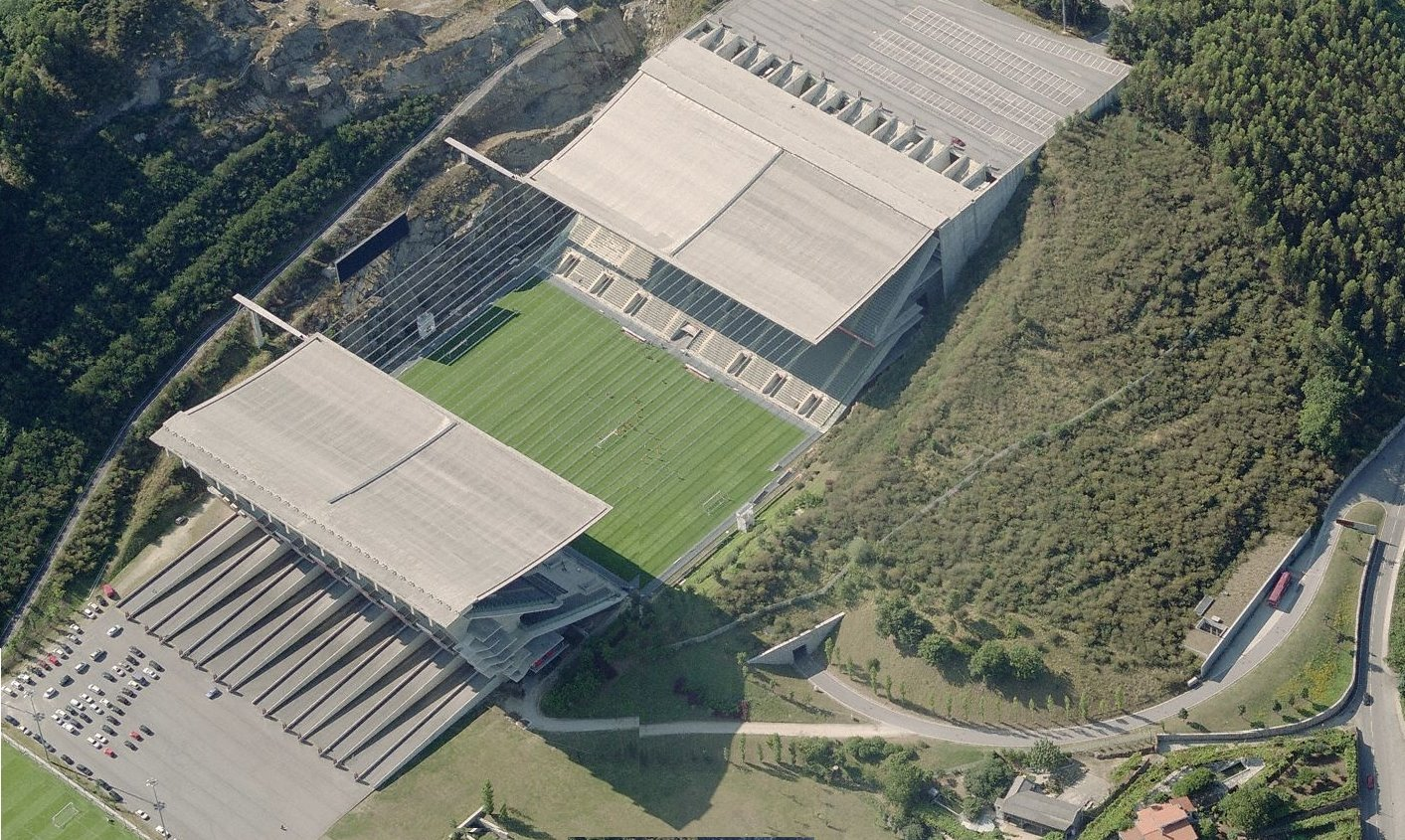
上空からのスタジアム
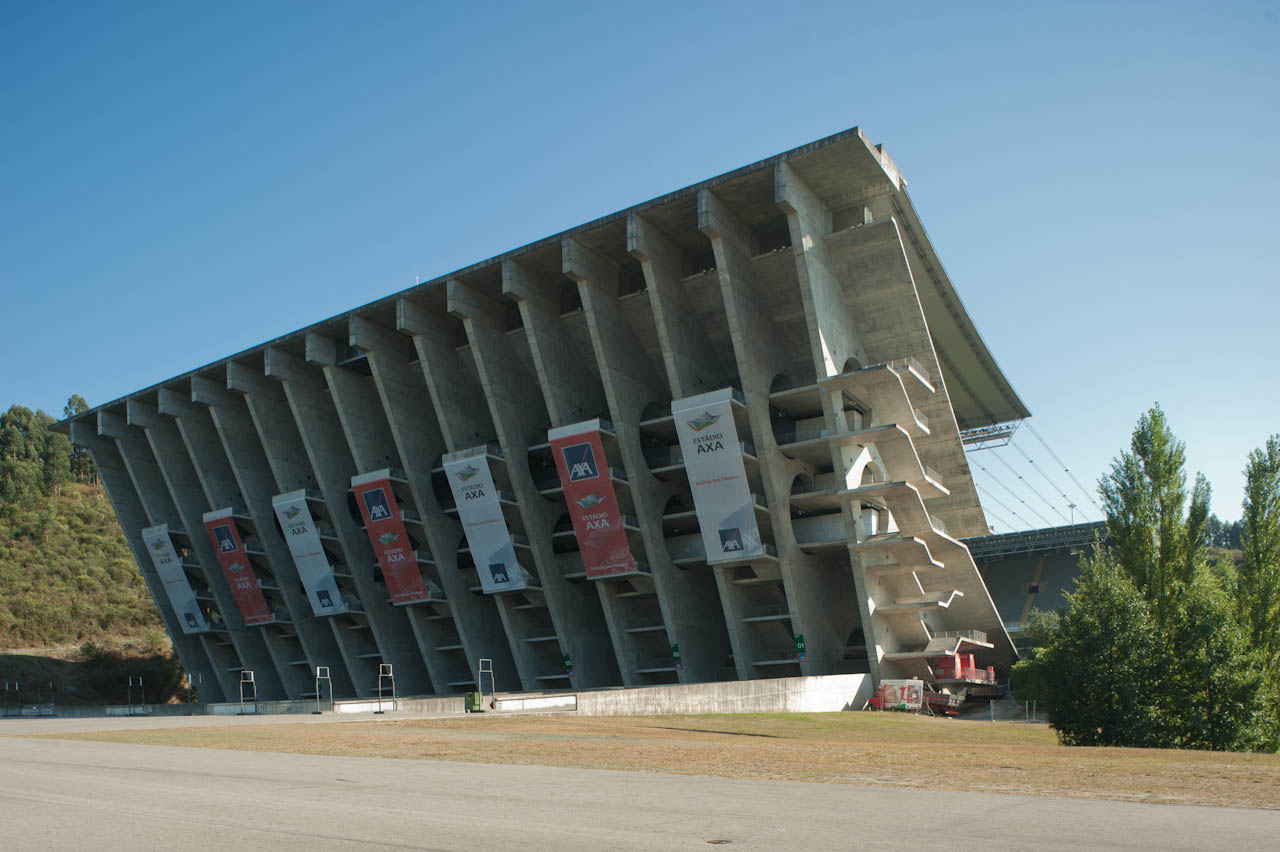
観客席
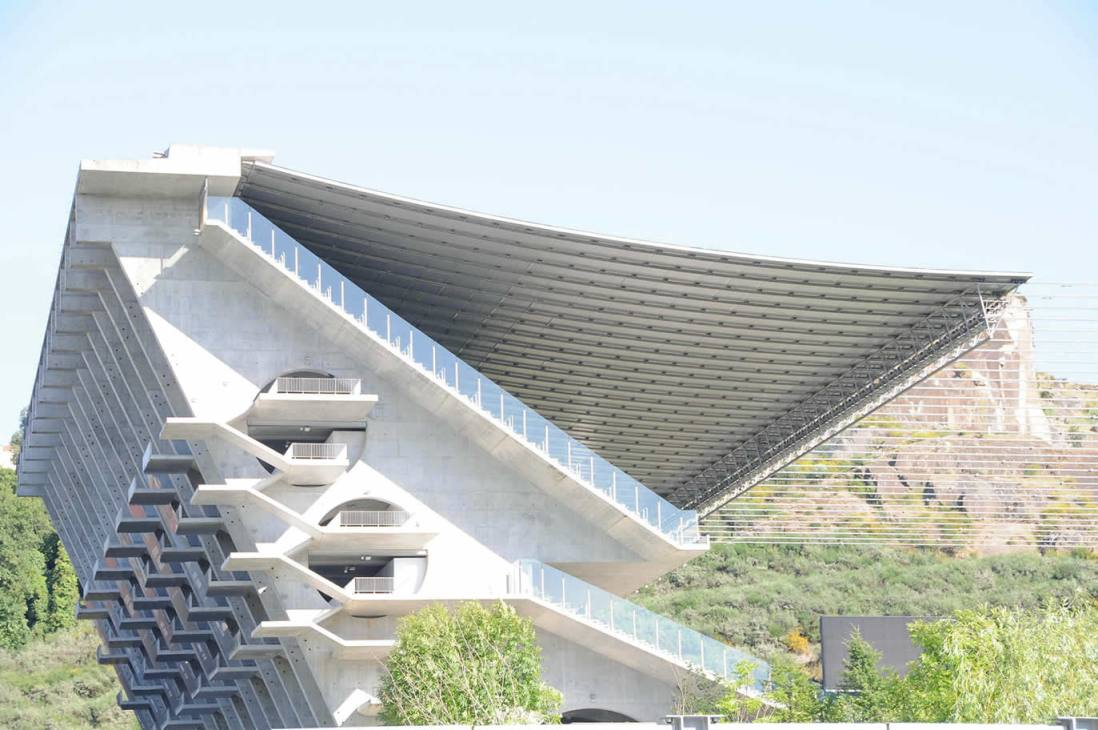
観客席
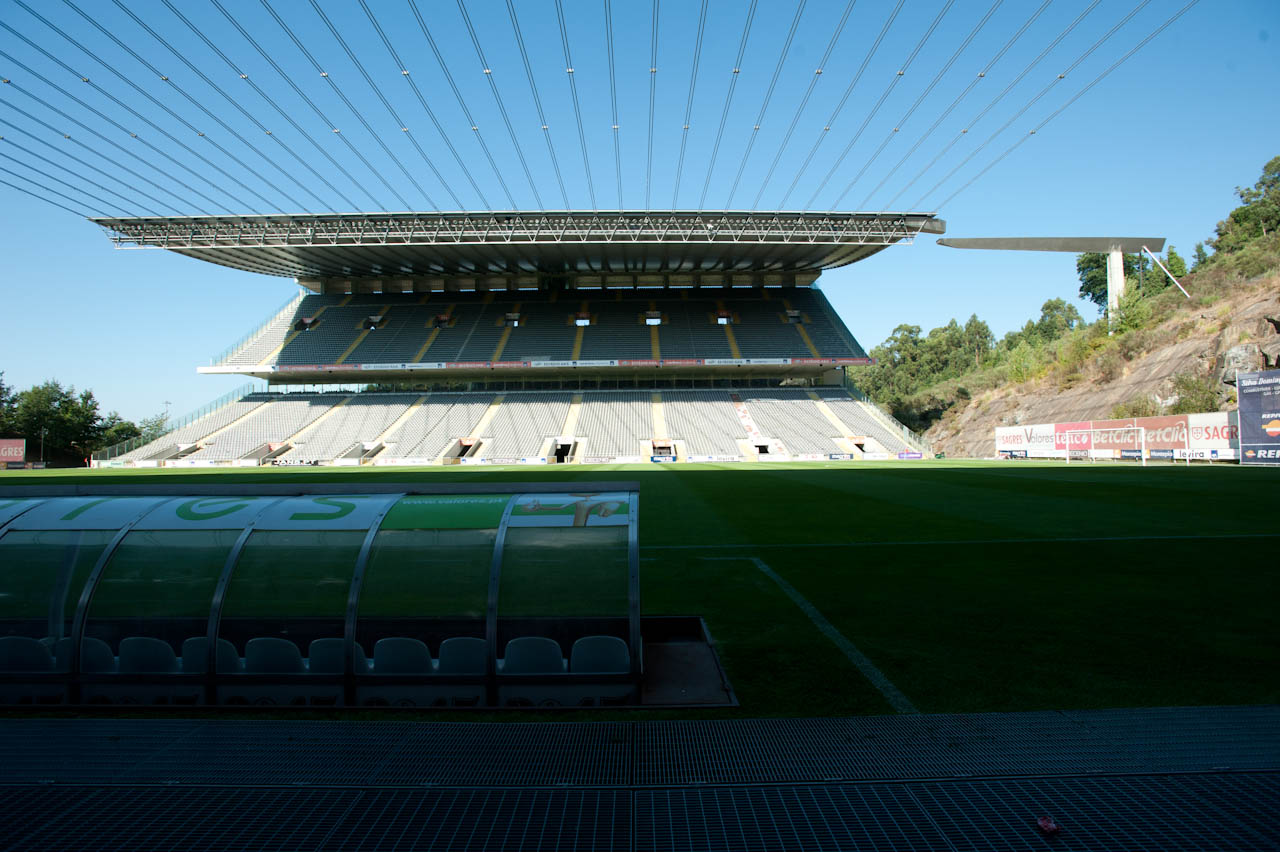
ピッチと観客席
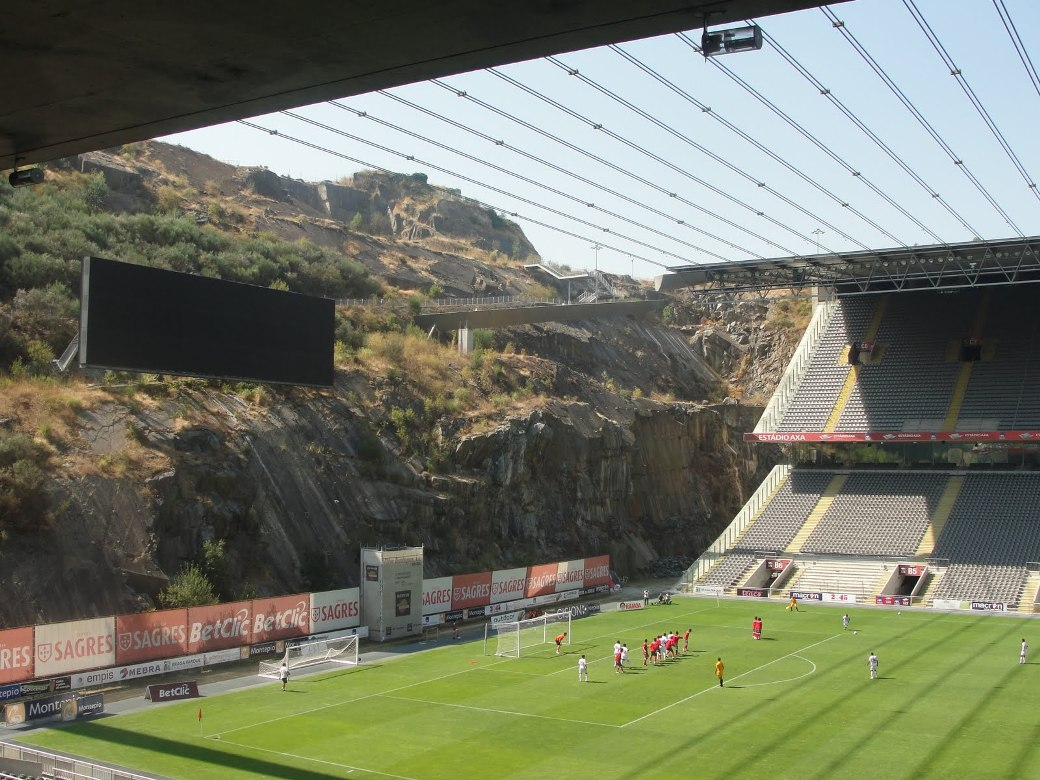
崖とゴール
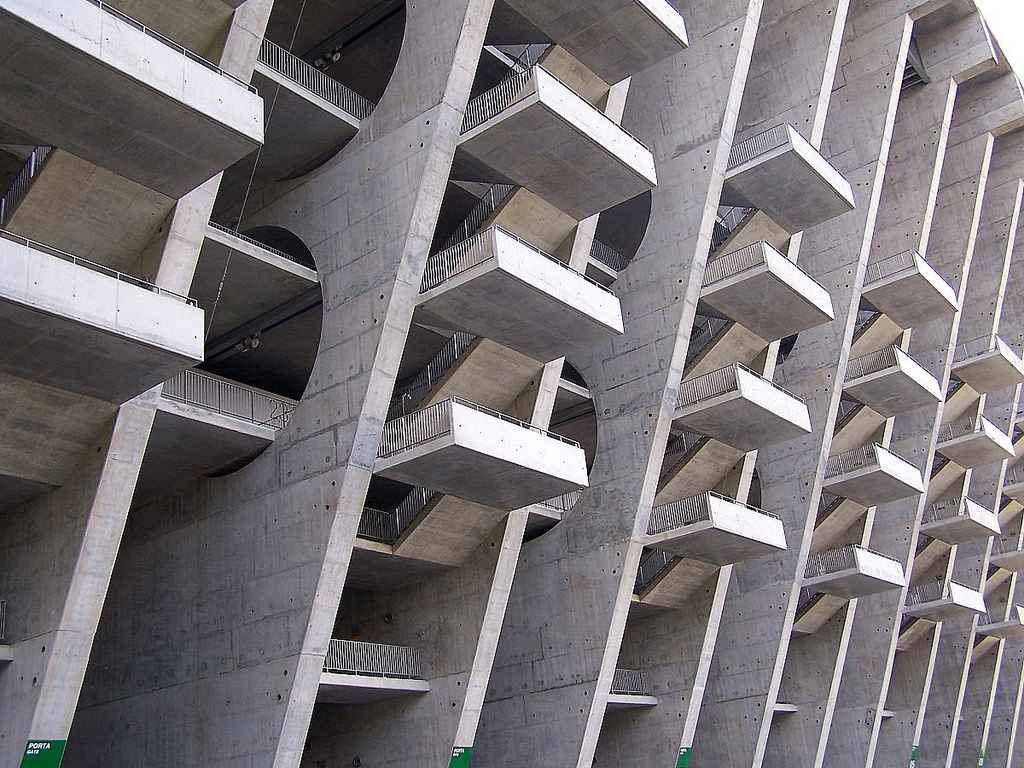
観客席の階段